# 洲宮神社

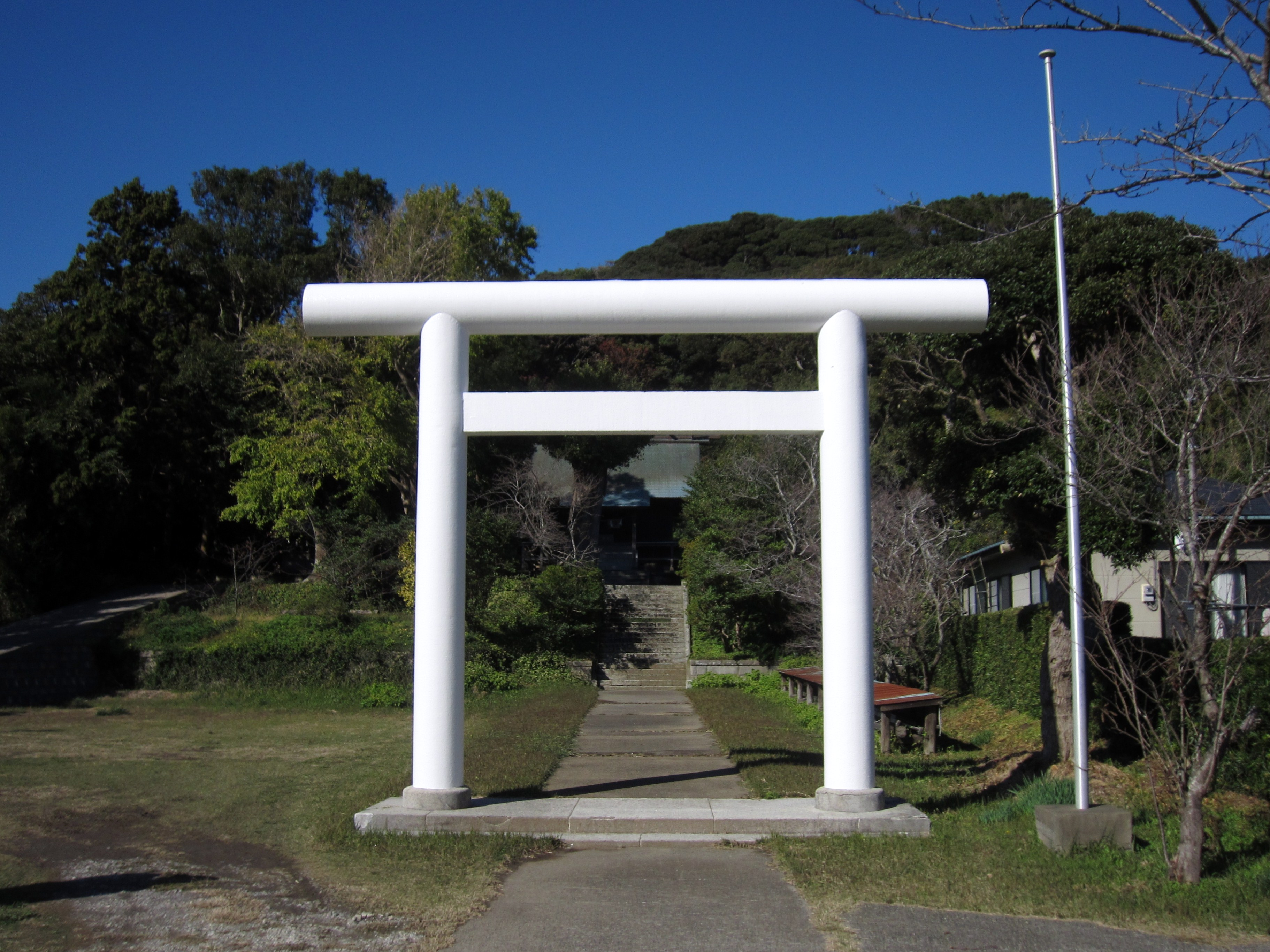
鳥居

洲宮神社（すのみやじんじゃ）は、千葉県館山市洲宮にある神社。式内社（大社）論社で、旧社格は県社。

## 祭神
祭神は次の3柱。
主祭神
- 天比理乃咩命（あまのひりのめのみこと）
安房神社祭神の后神で、元の名を「洲ノ神（すさきのかみ）」と称したとする。
『延喜式』神名帳では神名を「天比理乃咩命」とするが、六国史では「天比理刀咩命」（あめのひりとめのみこと）とする。この相違については、神名帳が記載を誤ったとする説がある（「洲崎神社#祭神」参照）。

相殿神
- 天鈿女命（あめのうずめのみこと）
- 天富命（あめのとみのみこと） - 阿波忌部を率いて安房を開拓したという。

『金丸家累代鑑』（慶長2年（1597年）成立）の記述などから、洲宮神社と洲崎神社は「洲の神」を祀る2社一体の神社で、洲崎神社が「洲の神」を祀る一宮、洲宮神社が「洲の神」を祀る二宮とされたとする説もある。安房国二宮としての確実な史料は知られないが、鶴谷八幡宮（安房国総社）への神輿渡御では、洲宮神社は「安房二ノ宮洲宮神社」の高張りを掲げ、安房神社の次順で斎場へ入御する。

## 歴史

### 概史
大同2年（807年）成立の『古語拾遺』では、神武天皇の命を受けた天富命が肥沃な土地を求めて阿波国へ上陸して開拓した後、さらに肥沃な土地を求めて阿波忌部氏の一部を率い房総半島に上陸したとするが、社伝によれば神武天皇元年に天富命が魚尾山に神社を創建し、当時海辺にあったことから「洲神」や「洲宮」と呼ばれたとする。
「天比理刀咩神」は度々六国史に登場し、神階の陞叙を受けている（「洲崎神社#神階」参照）。
延長5年（927年）の『延喜式』神名帳では安房国安房郡に「后神天比理乃咩命神社 大 元名洲神」と記載され、天比理乃咩命神社は大社に列格された。洲宮神社はこの天比理乃咩命神社の論社の1つで、もう1つの論社である洲崎神社と、どちらが式内社であるか江戸時代から争うようになる。
『洲崎神社伝記』では、洲宮神社は始め明神山の洲の辺に鎮座していたが、後に魚尾山へ遷座、文永10年（1273年）10月15日の夜に発生した火災により社殿を焼失して長らく仮宮に鎮座し、永享11年（1439年）10月に現在地へ遷座したと伝える。ただし、現在地からも祭祀に使われた鏡や土器が出土しており、この地でも古代に祭祀が行われていたことがわかる。
前述の通り、后神天比理乃咩命神社を巡っては、洲宮神社と洲崎神社の間で長らく論争となっていた。明治5年（1872年）神祇を管轄する教部省は洲宮神社を式内社と定めたが、翌6年（1873年）にこの決定を覆して洲崎神社を式内社とした。ただし、この決定の論拠はあまり明白で無いとされ、また洲宮神社では文永10年の火災で古記録を失った事が式内社指定変更の原因の1つとなったと主張しているのだと言う。近代社格制度では県社に列格されている。

### 神階
- 「洲崎神社#神階」を参照

## 境内

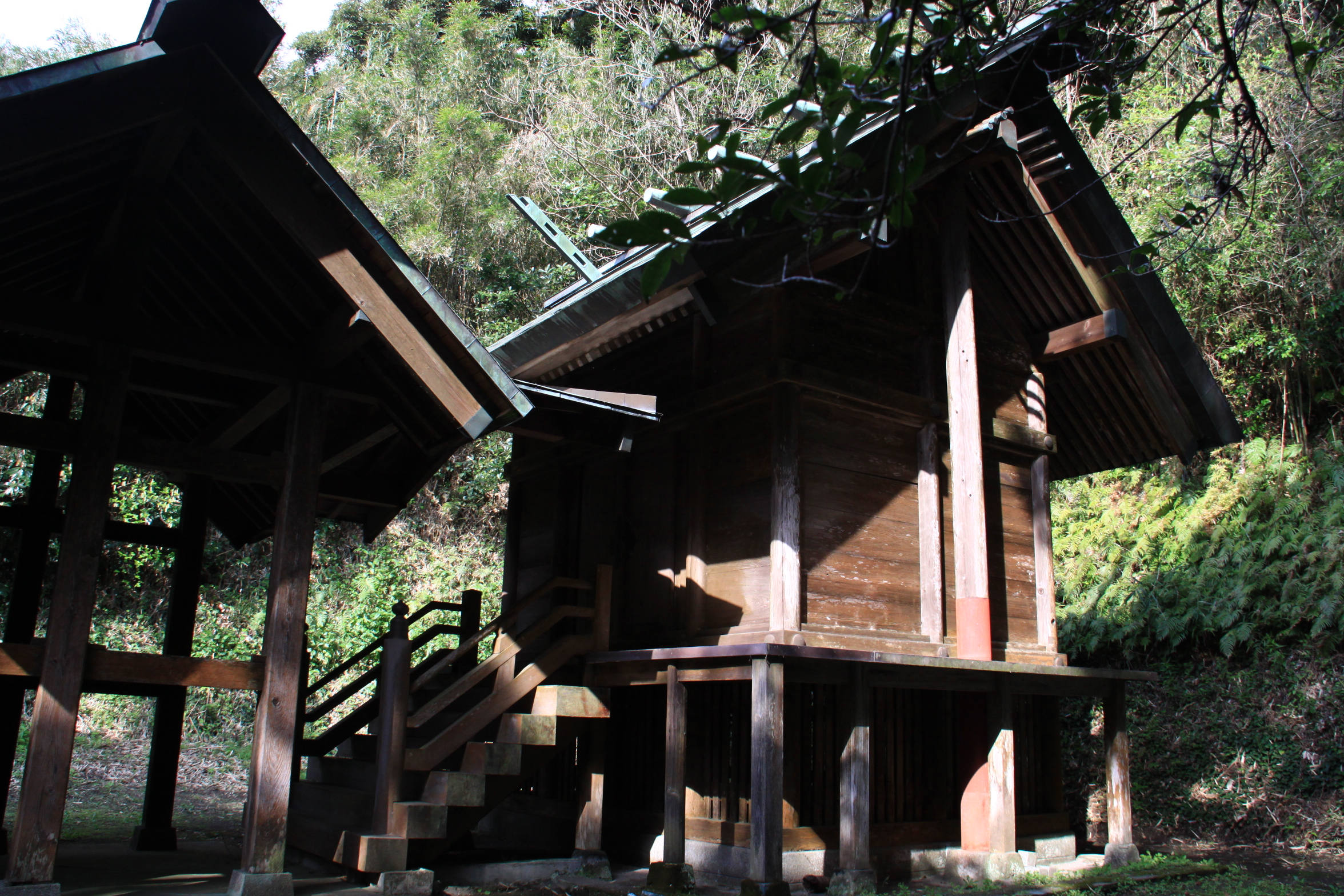
本殿
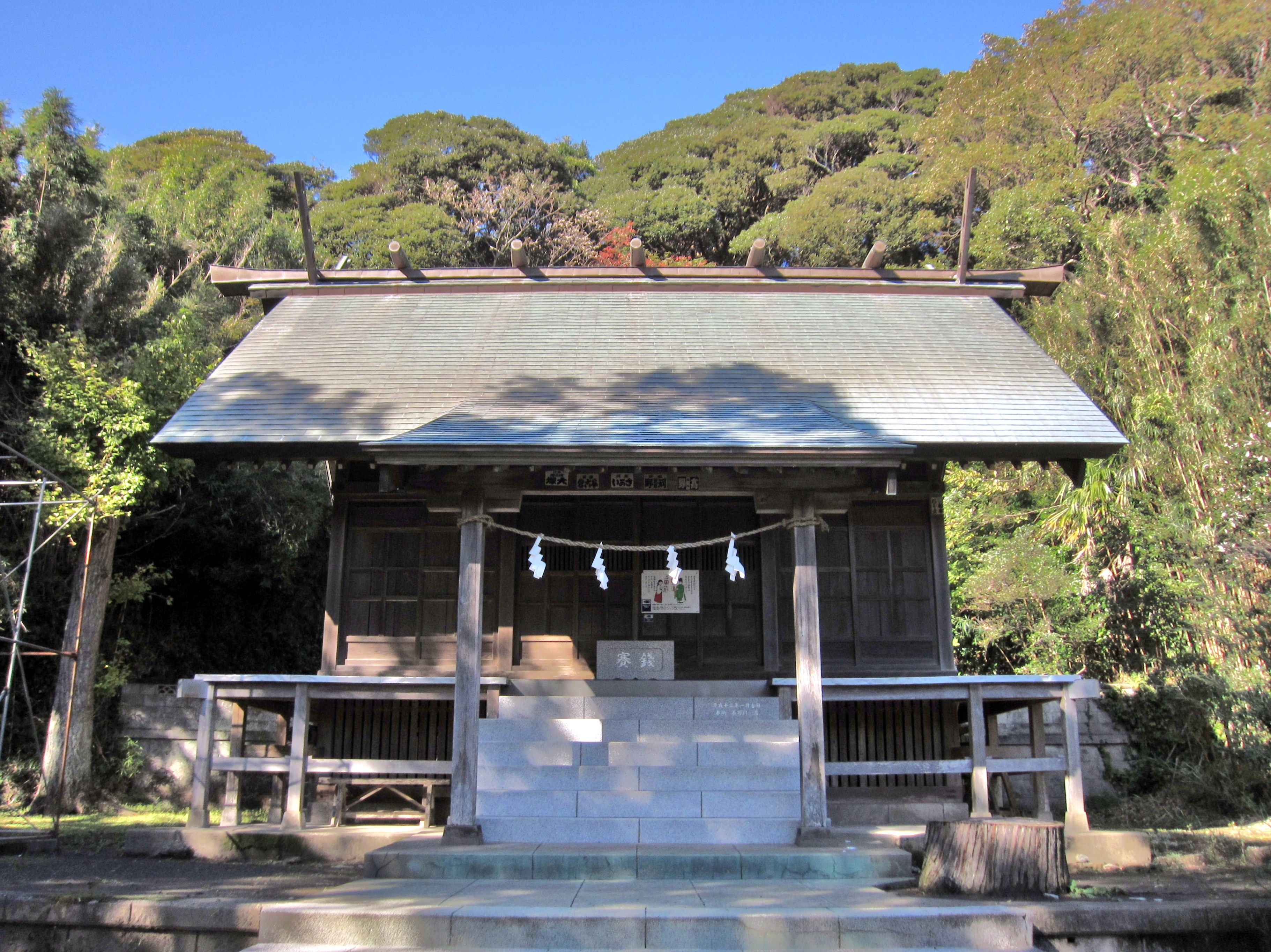
拝殿

## 文化財

### 館山市指定文化財
- 有形文化財
  - 木造天部像
南北朝期から室町時代前期の作。神仏習合時代の四天王か二天王のうちの一体、または毘沙門天像とされる。昭和44年2月21日指定[4]。
  - 洲宮神社縁起
洲宮神社の縁起を記した文書。成立年代は不明だが、『古語拾遺』からの引用があり、平安時代以降とされる。本文のうちの3分の1は、失われた『安房国風土記』と推定されている。昭和44年2月21日指定[5]。
  - 祭祀用土製模造品
古墳時代後期の祭具。旧社地とされる魚尾山（とおやま）から出土。昭和44年2月21日指定[6]。
- 無形民俗文化財
  - 洲宮神社御田植神事
毎年元日の朝に豊作を願って行われる予祝儀礼。昭和44年2月21日指定[7]。

## 現地情報
所在地
- 千葉県館山市洲宮921

交通アクセス
- 館山駅（東日本旅客鉄道（JR東日本）内房線）から、JRバス（神戸経由・安房白浜行き）で「洲の宮」バス停下車 （下車後徒歩2分）